# De zevende code
De zevende code is het 24e stripalbum uit de reeks Yoko Tsuno van de auteur Roger Leloup.
Het verhaal is gebaseerd op een waargebeurde anekdote. Het vormt een sleutelalbum want hierin werd het personage van Emilia Mac Kinley geïntroduceerd, een impulsieve adolescente die een vriendin van Yoko Tsuno wordt. Emilia speelt vanaf dit verhaal een belangrijke rol in de verdere verhalen uit deze stripreeks.